# Hors du monde (film, 2020)
Pour les articles homonymes, voir Hors du monde.
Pour plus de détails, voir Fiche technique et Distribution.
Hors du monde est un film à suspense français réalisé par Marc Fouchard, sorti en 2020.

## Synopsis
Léo est chauffeur et vit seul dans sa voiture. Il ne s'ouvre au monde qu'à travers sa musique. Un jour, Léo conduit Amélie, une cliente pas comme les autres, danseuse et sourde et pourtant réceptive aux compositions qu'il passe dans sa berline. Léo semble séduit par cette femme, comme lui, hors du monde. Amélie aussi est attirée par le sombre Léo. Mais ce qu'elle ignore, c'est que Léo est un terrible prédateur…

## Fiche technique
- Titre original : Hors du monde
- Réalisation et scénario : Marc Fouchard
- Musique : Cyesm
- Décors :
- Costumes :
- Photographie : Pascal Boudet
- Son :
- Montage : Coban Beutelstetter
- Production : Julien Russo et Gilles Commaille
- Sociétés de production : Dacor Films
- Société de distribution : Reel Suspects et Next Film Distribution
- Pays de production :  France
- Langue originale : français
- Format : couleur — 2,35:1
- Genre : thriller
- Durée : 96 minutes
- Dates de sortie :
  - France : 
    - 17 octobre 2020 (Cognac)
    - 19 janvier 2022 (en salles)

## Distribution
- Kevin Mischel : Léo
- Aurélia Poirier : Amélie
- June Assal : Olivia
- Dominique Frot : Olga Dragova
- Geneviève Casile : Madame Ruscio
- Jean-Louis Garçon : Johan
- Claire Ganaye
- Leslie Carles
- Tadrina Hocking : la mère maltraitante

## Distinctions
- Grand prix du festival Polar de Cognac 2020[1],[2].